# 国家地理 (杂志)
《国家地理》（英語：National Geographic），原名《国家地理杂志》（National Geographic Magazine），是美国国家地理学会的官方雜誌，於1888年10月首次出版。其封面上的亮黄框及月桂纹图样是其象征，也是国家地理的注册商标。
国家地理为月刊。杂志的内容包括地理、科普、历史、文化、紀實、攝影等。
2023年6月，国家地理解雇了所有撰稿人，改由自由工作的撰稿人負責編輯，並宣布由下一年起不再在美国的報摊上销售。

## 內容

### 文章
文章內容涵蓋自然環境、森林砍伐、環境污染、全球暖化、瀕危物種等，一系列的主题充實了地理探索的好奇心。一些文章集中介紹歷史，例如新的考古发现 、古蹟探訪等；亦有文章涉及新产品、新技术的应用，例如金属、基因技术、食物和农产品。有些文章焦点集中到一个国家或地區之上（它的过去的文明、自然资源、......）。
在美蘇冷戰时代，該雜誌扮演超越铁幕的角色，向读者提供自然与人文的客观均衡观点。當時，杂志在不同地点印刷，例如德国柏林、脱离四国占领的奥地利、苏联、中国大陆。在关于美蘇太空竞赛时，国家地理聚焦在当时的科学技術上，避免涉及军备竞赛和核武器擴張。

### 图片

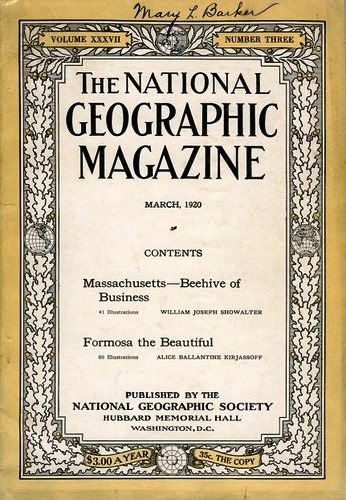
《國家地理雜誌》1920年3月號介紹美麗島－福爾摩沙（台灣）

國家地理雜誌早期便印製關於科技、歷史和介绍世界上人煙罕至的地方的文章，因其印刷品质和图片标准得到世界公認，使得这本杂志成为来自世界各地的摄影師梦想发布自己照片的地方。20世纪初期，国家地理就開始使用當時罕見的彩色照片了。1930年代，路易斯·马登（Luis Marden，1913~2003。国家地理的撰稿人和摄影师）说服雜誌允许摄影师使用35毫米底片照相机来替当时普遍使用的大体积、三脚架的老式照相机。自1959年以後，杂志在每期封面上发表照片。之後不久，杂志决定保留其封面上的亮黄色边框而去掉橡树葉紋和介绍本期内容的文字，以腾出地方来发表更大的照片。国家地理雜誌是在其杂志和官方网站中较早使用数码照片的媒体。與其他多數的杂志不同，国家地理通常被读者经年收藏。

### 地图辅助
作为对文章的补充，国家地理有时还提供所介绍地区的地图。国家地理学会的地图曾经为美国联邦政府所采用，以弥补军方地图资源的不足。美国总统富兰克林·罗斯福白宫地图室裡的地图大部分都來自国家地理。国家地理欧洲地图被收藏在伦敦温斯顿·丘吉尔博物馆裡，地图上可以看到当时丘吉尔在由盟军和苏联领导人划分战后欧洲参加的雅尔塔会议上的标记。2001年国家地理發布了一套8张CD的合集，内容包括了从1888年到2000年12月所有发表过的地图。

## 重大事件

### 保罗·萨洛佩科（英语：Paul Salopek）
2006年8月，曾經获得两度普利策新闻奖的保罗·萨洛佩科受国家地理委托撰写一篇关于苏丹萨赫尔（Sahel）地区的文章时，在苏丹與他的两位助手一起以间谍罪、非法入境和其他的罪名被逮捕。此后国家地理和芝加哥论坛报（保罗·萨洛佩科也同时是它的撰稿人）发起了拯救运动，参加者中有美国前总统吉米·卡特、美国民权运动领导人杰西·杰克逊和其他著名的新闻记者和新闻组织。当时新墨西哥州的州长比尔·理查森正接受時任苏丹总统奥马尔·巴希尔（Omar Al Bashir）的邀请访问苏丹，在他抵达的当天的会议上，巴希尔总统表示他将以人道原因释放保罗·萨洛佩科。杂志主编克里斯·约翰斯與理查森在一起，其他的人员随即飞往萨洛佩科被关押的苏丹北部达福尔地区的埃尔法希尔（El Fashir）。随后萨洛佩科被释放同他的妻子一起回到了老家新墨西哥州，他的两名来自乍得的助手也同时被释放并回到了家乡。

### 阿富汗女孩
1985年6月期杂志上的著名封面照片是一个阿富汗难民，一个用刺骨的绿眼睛盯着镜头的13岁的阿富汗小女孩，即後來所謂的“阿富汗女孩”。这张照片当时由国家地理的摄影师史蒂文·麦柯里（Steve McCurry）摄于在巴基斯坦白沙瓦难民营的一间小教室里。在美军击败阿富汗塔利班政权后，国家地理第二次发起人力来寻找这个小女孩。很快杂志摄影部的人就找到了她，她于2002年被确认是沙芭·古拉，普什图族妇女，已婚并和她的家人生活在一起，她根本不知道自己作为一个封面人物已经世界闻名了。摄影师史蒂文·麦柯里再次为莎芭·古拉照了一张照片，关于她的故事后来发表在杂志2002年4月期中和国家地理电视纪录片中。莎芭·古拉表示这两张著名的照片，一张是在1985年，另一张在2002年，是她至今为止唯一的两张照片。一个以古拉为名字的基金在国家地理资助下建立了，此后在众多的读者帮助下国家地理與亚洲基金会建立了联系，并在阿富汗建立了一个女子学校，使得数千名年轻的女性得到了基础和职业教育，此外学校还为学生们提供一顿热餐和健康上的照顾。此基金还在阿富汗首都喀布尔资助建立了一所女子公立学校。

### 格伦伯格（Greenberg）诉国家地理案
国家地理出版了国家地理CD ROM和DVD全集，包括了在其108年历史中发表的所有在每一期中出现的图片和摄影照片。在1997年合集出版面世后不久，许多杂志以前的摄影师和作者对国家地理提出版权诉讼。国家地理在2004年诉讼结束后从市场上撤回了所有的合集。两个联邦上诉法院受理了不同的案件，一个案件是美国第十一巡回法院2001年受理的针对多家地理杂志的上诉案，即格伦伯格诉国家地理案。同年，在此案之后美国联邦最高法院在审理相似案件时（即塔西尼诉纽约时报案）（Tasini vs New York Times）对美国版权法的适用作出了判决。美国联邦第二巡回法院在审理上诉时认为格伦伯格案不符合美国联邦最高法院对塔西尼案的判决，并作出了有利于国家地理出版其合集的判决。国家地理对美国联邦第十一巡回法院辖区内的下属法院的判决的上诉还暂时没有最终决定。2007年3月15日为暂定的口头辩论。当国家地理在美国联邦第二巡回法院取得胜利后，至少有两家杂志社，纽约人和花花公子，已经开始出版或者宣布将要出版DVD版合集。

## 版本

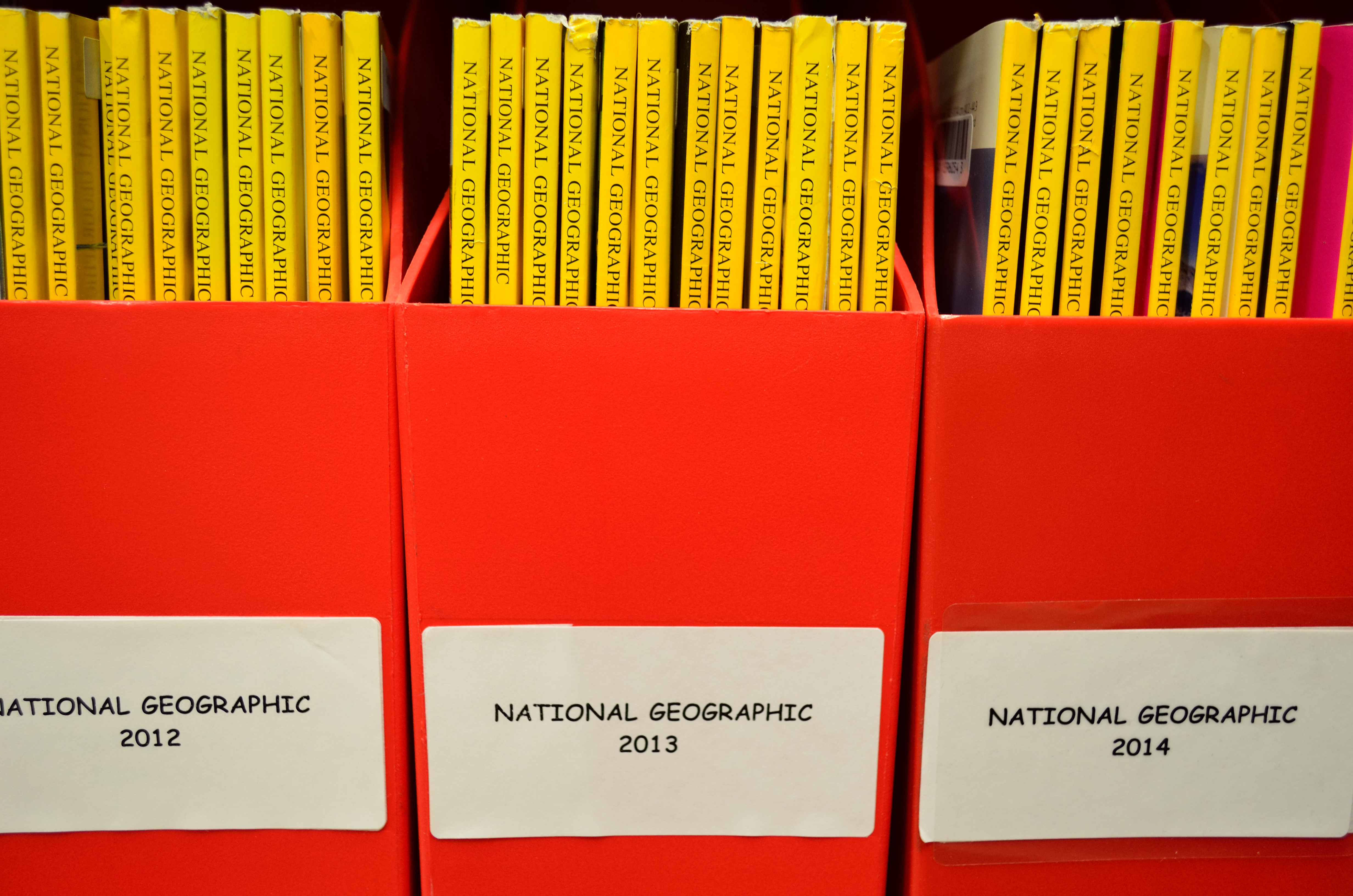
國家地理英文版

1995年国家地理开始发行日文版，这是第一个本地化版的国家地理。现在国家地理以25种不同的语言全球发行：英语、保加利亚语、正体中文、简体中文、克罗地亚语、捷克语、丹麦语、荷兰语、法语、德语、希伯来语、匈牙利语、印度尼西亚语、意大利语、日文、韓语、哈萨克语、波兰语、葡萄牙语、巴西葡萄牙語、塞尔维亚语、斯洛文尼亚语、西班牙语、拉丁美洲西班牙語、格鲁吉亚语、泰語、阿拉伯语、立陶宛语。
国家地理除了在传统的报摊、書店可以購得外，还可以通过定期订阅的方式取得雜誌。

### 中文

#### 繁體
2001年1月，台灣的大地文化發行繁體中文版，後因其母公司錦繡文化倒閉，2002年9月起改由秋雨印刷成立秋雨文化承接發行權，2006年11月起再改由海峽文化發行，2012年10月中文版無預警停刊，2013年9月由大石國際文化復刊發行至今。

#### 簡體
2007年7月，《华夏地理》经中国新闻出版总署批准，与国家地理进行版权合作，和全球32个版本同步刊出国家地理的内容。

### 印尼
2005年4月，印尼版开始在雅加达由格拉梅地亚马加拉出版社（Gramedia Majalah）发行。

### 保加利亞
2005年11月，保加利亚语版由萨诺玛出版联合公司（Sanoma Publishing Joint Venture）发行。

### 斯洛維尼亞
2006年5月，斯洛文尼亚语版由罗库斯（Rokus）出版公司发行。

### 塞爾維亞
2006年11月，塞尔维亚语版由萨诺玛出版联合公司和格鲁纳亚尔（Gruner Jahr）出版公司联合发行。

### 以色列
2007年，希伯来语版正式在以色列发行。

### 阿拉伯地區
2010年10月，阿拉伯语版由阿布扎比媒体公司出版发行。